# 陶葆霖
陶葆霖（1870年—1920年）字惺存，号景藏，浙江秀水县（今嘉兴）人。商务印书馆编辑、政治人物。

## 生平
光绪二十一年，陶葆霖补嘉兴府学生员，後纳资为候选主事，居嘉兴，任邑学校长。光绪二十八年（1902年）留学日本法政大学。归国後，他应张元济邀请，入商务印书馆。光绪三十年（1904年），他创办嘉郡圖書館。宣统三年（1911年）商务印书馆创办《政法杂志》（后来于民国四年停刊），他任主编。民国八年（1919年）《东方杂志》遭陈独秀、罗家伦批评後，陶葆霖接替杜亚泉任《东方杂志》主编。
1920年7月，陶葆霖逝世。《东方杂志》主编一职由钱智修接任。

## 著作
- 《调查户口章程释义》（宣统二年）
- 《共和国教科书·法制概要》（民国元年）
- 《惺存遗著》（民国十一年）。

## 家庭
- 父：陶模